# 523
| [ Edytuj tabelę ]          |                                                                                     |
| Król Aksum                 | - 520 Kaleb 540                                                                     |
| Cesarz Bizancjum           | - 518 Justyn I 527                                                                  |
| Cesarz Chin                | - 502 Liang Wudi 549                                                                |
| Król Franków               | - 511 Chlodomer 524 - 511 Childebert I 558 - 511 Teuderyk I 534 - 511 Chlotar I 561 |
| Król Kentu                 | - 522 Eormenric 560                                                                 |
| Patriarcha Konstantynopola | - 520 Epifaniusz 535                                                                |
| Władca Korei               | - 519 Anjang 531                                                                    |
| Król Mercji                | - 501 Cnebba (?) 566                                                                |
| Król Munsteru              | - 493 Eochaid 523 - 523 Dub 527                                                     |
| Król Ostrogotów            | - 471 Teodoryk Wielki 526                                                           |
| Papież                     | - 514 Hormizdas 523 - 523 Jan I 526                                                 |
| Król Persji                | - 488 Kawad I 531                                                                   |
| Król Wandalów              | - 496 Trasamund 523 - 523 Hilderyk 530                                              |
| Król Wessexu               | - 519 Cerdic 534                                                                    |
| Król Wizygotów             | - 511 Teodoryk Wielki 526                                                           |

Rok 523 / DXXIII
stulecia: V wiek ~
VI wiek ~
VII wiek

lata: 513 «
518 «
519 «
520 «
521 «
522 «
523
» 524
» 525
» 526
» 527
» 528
» 533

## Wydarzenia
- 13 sierpnia - Jan I nowym papieżem.
- Justynian poślubił Teodorę.

## Urodzili się
- 3 września – Ahkal Mo' Nahb II, majański władca miasta Palenque

## Zmarli
- 6 sierpnia - papież Hormizdas
- Trasamund, król Wandalów i Alanów w latach (496-523)